# Hadena pecirkai
Hadena pecirkai là một loài bướm đêm trong họ Noctuidae.